# Де-Горст (Дренте)
Де-Горст (нід. De Horst) — селище в нідерландській провінції Дренте. Входить до муніципалітету Норденвелд.
Перша згадка про населений пункт датується 1479 роком.